# 마쓰이 다이스케
마쓰이 다이스케(일본어: 松井 大輔, 1981년 5월 11일 ~ )는 일본의 전직 축구 선수로 현역 시절 가장 오랫동안 활약했던 팀으로는 대표적으로 교토 상가와 르망 FC가 있으며 2002년 아시안 게임 은메달리스트이다.

## 클럽 경력

### 교토 상가
2000 시즌을 앞두고 고향팀인 교토 상가 입단을 통해 프로에 입문한 뒤 2004 시즌까지 공식전 152경기 21골을 기록했고 특히 데뷔 시즌인 2000 시즌에는 공식전 30경기 2골을 기록하면서 사상 첫 J리그컵 4강 진출에 기여한 뒤 2001 시즌에는 공식전 43경기 7골로 J리그 디비전 2 2001 우승 및 2년만의 J1리그 복귀에 기여했다.
그리고 2002 시즌에는 공식전 30경기 8골을 기록하며 5위라는 교토 상가 구단 역사상 J1리그 역대 최고 성적과 함께 사상 첫 천황배 우승까지 만들어내면서 교토 상가의 최전성기를 이끌었다.

### 유럽 리그
2004-05 시즌을 앞두고 프랑스 리그 2의 르망 FC로 이적 후 2007-08 시즌까지 4시즌동안 공식전 129경기 17골을 기록하며 2004-05 시즌 리그 2 준우승, 3시즌 연속 리그 1 잔류에 기여했으며 특히 2007-08 시즌에는 공식전 39경기 7골을 기록하며 9위라는 르망 FC의 리그 1 역대 최고 성적에 이바지했다.
그 후 2008-09 시즌에는 AS 생테티엔 소속으로 27경기 1골을 기록한 뒤 2009-10 시즌부터 2시즌동안 그르노블 푸트에서 공식전 48경기 6골을 기록했고 2010 시즌에는 러시아 프리미어리그의 톰 톰스크로 임대 이적했으나 단 7경기 출전에 그쳤다.
그리고 2011-12 시즌을 앞두고 리그 1의 디종 FCO로 이적했지만 단 3경기 출전에 그치면서 시즌 종료 후 불가리아 파르바리가의 슬라비아 소피아로 이적했으나 이곳에서도 2012-13 시즌 공식전 13경기 출전에 그쳤다.
2012-13 시즌 종료 이후 폴란드 엑스트라클라사의 레히아 그단스크로 이적하여 공식전 18경기 4골을 기록한 뒤 2017-18 시즌에는 폴란드 I 리가의 오드라 오폴레에 몸 담았지만 리그 4경기 출전에 그치면서 사실상 유럽 리그 생활을 마감했다.

### 주빌로 이와타
2014 시즌을 앞두고 주빌로 이와타 이적을 통해 10년만에 일본 리그로 복귀한 이후 2017 시즌 초반까지 공식전 98경기 10골을 기록하며 J2리그 2015 준우승 및 3년만에 J1리그 승격에 일조했다.

### 요코하마 FC
2018 시즌을 앞두고 J2리그의 요코하마 FC로 트레이드된 이후 J2리그 2018 3위, J2리그 2019 준우승을 차지하며 요코하마 FC의 13년만의 J1리그 복귀에 기여했다.

### YSCC 요코하마
2020 시즌 종료 후 베트남 V리그 1의 사이공 FC에 잠시 몸 담았다가 YSCC 요코하마 풋살팀의 일원으로도 활동한 뒤 2023 시즌을 앞두고 J3리그의 YSCC 요코하마에 입단하여 1시즌을 소화했으며 2023 시즌을 마치자마자 계약 만료로 팀을 떠난 이후 2024년 2월 20일 자신의 인스타그램 라이브를 통해 현역 은퇴를 선언하며 23년간의 선수 생활에 마침표를 찍었다.

## 국가대표팀 경력

### 일본 U-23 대표팀
일본 U-23 대표팀의 일원으로 참가한 2002년 아시안 게임에서 은메달을 획득하며 동메달을 따냈던 1966년 이후 무려 36년만의 일본의 아시안 게임 메달 수확에 이바지했고 2년 후 열린 2004년 하계 올림픽 본선에도 출전했으나 이 대회에서는 팀의 조별리그 탈락을 막지 못했다.

### 일본 A대표팀
2003년 FIFA 컨페더레이션스컵을 앞두고 일본 성인대표팀에 첫 발탁된 이후 콜롬비아와의 A조 최종전에서 국제 A매치 데뷔전을 치렀고 2005년 11월 16일 홈에서 열린 앙골라와의 평가전에서 A매치 데뷔골을 기록했다.
그 뒤 생애 첫 월드컵 본선 무대인 2010년 FIFA 월드컵에서는 4경기에 모두 출전하여 일본의 8년만의 월드컵 16강 진출에 기여했고 이듬해에 열린 2011년 AFC 아시안컵에서는 일본의 통산 4번째 아시안컵 우승에 일조했으나 자신의 31번째 A매치 경기인 시리아와의 B조 조별리그 2차전을 끝으로 사실상 국가대표팀 커리어를 마감했다.

## 대회 성적

### 클럽
교토 상가
- J2리그 : 우승 (2001)
- J리그컵 : 4강 (2000)
- 천황배 : 우승 (2002)

 르망 FC
- 리그 2 : 준우승 (2004-05)

주빌로 이와타
- J2리그 : 준우승 (2015)

요코하마 FC
- J2리그 : 준우승 (2019), 3위 (2018)

### 국가대표팀
일본 U-23
- 아시안 게임 : 은메달 (2002)

 일본
- AFC 아시안컵 : 우승 (2011)

## 통계
| 일본 | 일본 | 일본 |
| 연도 | 출전 | 득점 |
| ---- | ---- | ---- |
| 2003 | 1    | 0    |
| 2004 | 0    | 0    |
| 2005 | 3    | 1    |
| 2006 | 0    | 0    |
| 2007 | 2    | 0    |
| 2008 | 7    | 0    |
| 2009 | 8    | 0    |
| 2010 | 8    | 0    |
| 2011 | 2    | 0    |
| 통산 | 31   | 1    |